# Markovce
Markovce (Hongaars: Márk) is een Slowaakse gemeente in de regio Košice, en maakt deel uit van het district Michalovce.
Markovce telt 902 inwoners.